# تساغکاشن (رود، استان شیراک)
تساغکاشن (به ارمنی: Ծաղկաշեն) رودی است در کشورهای ارمنستان که در استان شیراک جریان دارد که از رشته‌کوه جاواختی سرچشمه می‌گیرد و به رود آخوریان می‌ریزد. طول آن ۱۷ کیلومتر (۱۱ مایل) و مساحت حوضه آبخیز (دبی) آن کیلومتر مربع می‌باشد.